# Pat Burns
Patrick John Joseph "Pat" Burns, född 4 april 1952, död 19 november 2010, var en kanadensisk ishockeytränare som var verksam i den nordamerikanska ishockeyligan National Hockey League (NHL) mellan 1988 och 2005. Han tränade Montreal Canadiens (1988–1992), Toronto Maple Leafs (1992–1996), Boston Bruins (1997–2001) och New Jersey Devils (2002–2005). Innan dess arbetade han som polis (1970–1986), var assisterande tränare (1983–1984), general manager och tränare (1984–1987) för Olympiques de Hull i Ligue de hockey junior majeur du Québec (LHJMQ) och var tränare (1987–1988) för Canadiens de Sherbrooke i American Hockey League (AHL).
Burns vann en Stanley Cup med Devils för säsongen 2002–2003. Han blev också utsedd som NHL:s bästa tränare tre gånger när han fick motta Jack Adams Award för säsongerna 1988–1989, 1992–1993 och 1997–1998, ingen annan tränare har gjort den bedriften sen utmärkelsen introducerades 1974.
Han var också assisterande tränare för Kanada herrlandslag när de vann guld vid Canada Cup 1991 och silver vid världsmästerskapet i ishockey för herrar 2008.
Den 19 november 2010 avled han av lungcancer vid 58 års ålder. Han hade lidit av cancer (kolorektal- och levercancer) sedan 2004. Den 17 november 2014 blev Burns postumt invald till Hockey Hall of Fame.
Han var kusin till Robin Burns som spelade i NHL mellan 1970 och 1976.

## Tränarstatistik
| Lag                 | Säsong    | Grundserie | Grundserie | Grundserie | Grundserie | Grundserie        | Grundserie | Grundserie      | Slutspel                       |
| Lag                 | Säsong    | Matcher    | Vinster    | Förluster  | Oavgjorda  | Övertidsförluster | Poäng      | Slutplacering   | Resultat                       |
| ------------------- | --------- | ---------- | ---------- | ---------- | ---------- | ----------------- | ---------- | --------------- | ------------------------------ |
| Montreal Canadiens  | 1988–1989 | 80         | 53         | 18         | 9          | —                 | 115        | 1:a i Adams     | Förlorade Stanley Cup-finalen. |
| Montreal Canadiens  | 1989–1990 | 80         | 41         | 28         | 11         | —                 | 93         | 3:e i Adams     | Förlorade i första rundan.     |
| Montreal Canadiens  | 1990–1991 | 80         | 39         | 30         | 11         | —                 | 89         | 2:a i Adams     | Förlorade i första rundan.     |
| Montreal Canadiens  | 1991–1992 | 80         | 41         | 28         | 11         | —                 | 93         | 1:a i Adams     | Förlorade i första rundan.     |
| Toronto Maple Leafs | 1992–1993 | 84         | 44         | 29         | 11         | —                 | 99         | 3:a i Norris    | Förlorade i tredje rundan.     |
| Toronto Maple Leafs | 1993–1994 | 84         | 43         | 29         | 12         | —                 | 98         | 2:a i Central   | Förlorade i tredje rundan.     |
| Toronto Maple Leafs | 1994–1995 | 48         | 21         | 19         | 8          | —                 | 50         | 4:e i Central   | Förlorade i första rundan.     |
| Toronto Maple Leafs | 1995–1996 | 65         | 25         | 30         | 10         | —                 | (80)       | (sparkad)       | —                              |
| Boston Bruins       | 1997–1998 | 82         | 39         | 30         | 13         | —                 | 91         | 2:a i Northeast | Förlorade i första rundan.     |
| Boston Bruins       | 1998–1999 | 82         | 39         | 30         | 13         | —                 | 91         | 3:e i Northeast | Förlorade i andra rundan.      |
| Boston Bruins       | 1999–2000 | 82         | 24         | 33         | 19         | 6                 | 73         | 5:a i Northeast | Missade slutspel.              |
| Boston Bruins       | 2000–2001 | 8          | 3          | 4          | 1          | 0                 | (88)       | (sparkad)       | —                              |
| New Jersey Devils   | 2002–2003 | 82         | 46         | 20         | 10         | 6                 | 108        | 1:a i Atlantic  | Vann Stanley Cup-finalen.      |
| New Jersey Devils   | 2003–2004 | 82         | 43         | 25         | 12         | 2                 | 100        | 2:a i Atlantic  | Förlorade i första rundan.     |
| Totalt              |           | 1019       | 501        | 353        | 151        | 14                | —          | —               |                                |